# Basilique San Teodoro de Pavie
La basilique San Teodoro (Saint-Théodore) est une église de Pavie, en Italie du nord. Elle date du XIIe siècle.

## Histoire
La basilique a été construite sur une ancienne église lombarde dédiée à Sainte Agnès construite à l'époque lombarde au milieu du VIIIe siècle. Par la suite, la basilique, après que les restes y aient été transférés, fut dédiée à saint Théodore, évêque de Pavie au milieu du VIIIe siècle, dans la période de transition du royaume lombard au royaume carolingien. L'église se dresse sur une terrasse naturelle descendant vers le Tessin dans un quartier de la ville autrefois habité par des pêcheurs, des bateliers et des commerçants qui exerçaient leurs activités le long du fleuve. L'église a été reconstruite au XIIe siècle.

## Description
San Teodoro est la plus petite des trois basiliques romanes de Pavie, après San Michele Maggiore et San Pietro in Ciel d’Oro.  
San Teodoro est construite en briques rouges. La façade de l’église est de style roman, enrichi d'assiettes en céramique islamique du XIIe siècle. L'intérieur comprend une crypte située sous l’autel, surélevé, et une coupole masquée sous un clocher octogonal. L'église a trois absides, dont celle centrale est plus profonde, divisées en trois nefs de trois travées chacune, avec le transept dont nous venons de parler. La nef centrale est deux fois plus large que les latérales. Le toit est parfois à voûtes croisées soutenues par des piliers romans cruciformes qui ne sont pas parfaitement alignés. Les travées correspondant au transept ont une voûte en berceau. Au-dessus du transept se trouve le lanternon, divisé en une partie inférieure, constituée d'une galerie d'arcs sur colonnes, et une partie supérieure de plus petites dimensions. L'ensemble est dominé par une lanterne. Au sud se trouvent la sacristie et le clocher du milieu du XVIe siècle. 

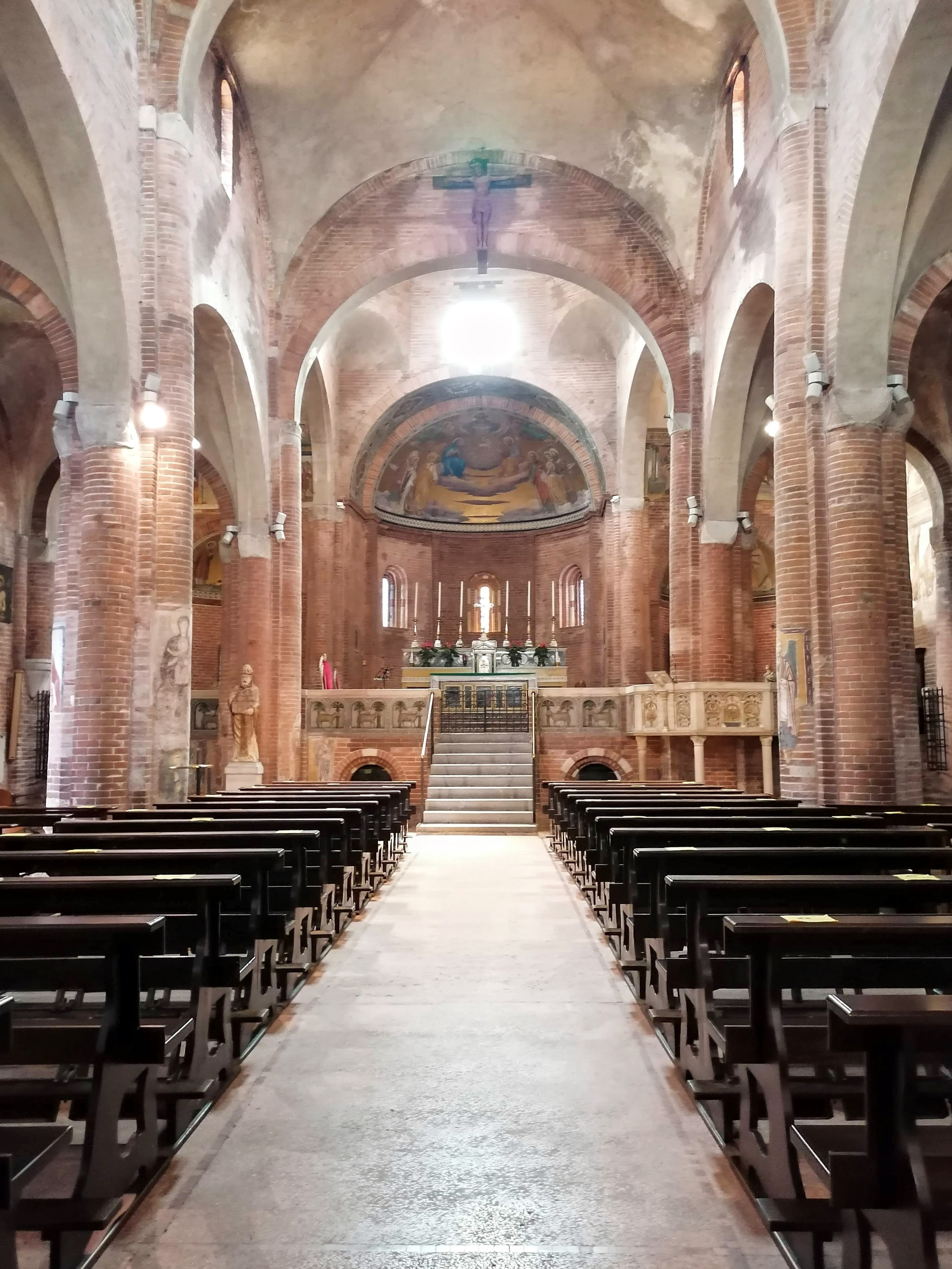
L'intérieur.

Dans le transept sud sont peintes à fresque les Histoires de Sainte Agnès, œuvre réalisée vers 1519 par un artiste lombard inconnu (défini par la critique comme le Maître des Histoires de Sant'Agnese) qui se caractérise par un style peu lombard et fortement influencé à la fois par l'école de Ferrare, à la fois par la culture et le classicisme de l'Italie centrale. Dans la première travée de la nef droite se trouve un autel baroque qui abrite une statue en bois de la Vierge trônant entre deux anges et un triptyque, également du Maître des Contes de Sant'Agnese, datant de 1513.  

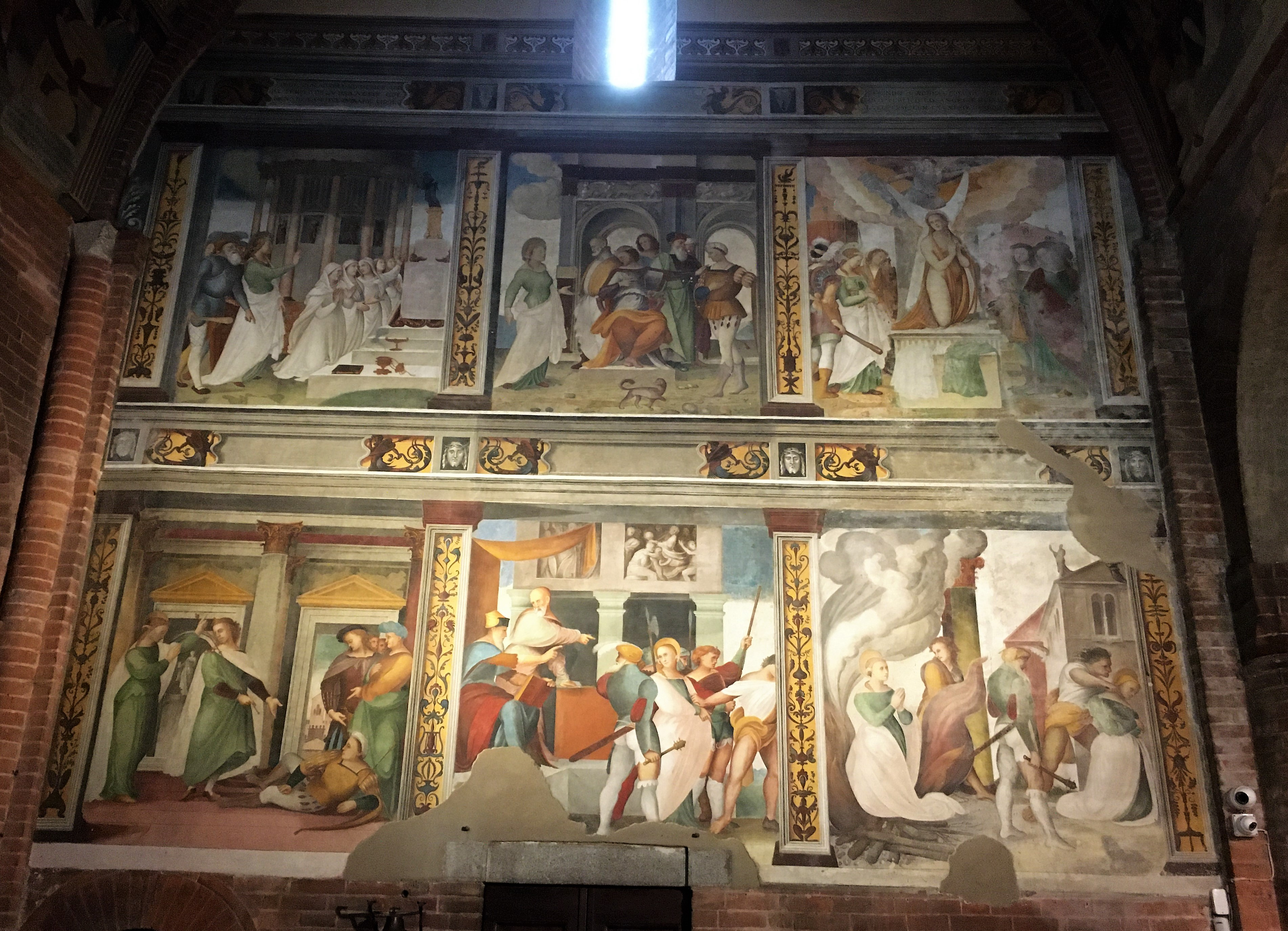
Histoires de Sainte Agnès, 1519.

Sur le mur gauche du transept se trouve la fresque représentant le cycle des histoires de San Teodoro, réalisée par un artiste lombard anonyme en 1514, comme l'atteste l'inscription placée dans le cadre supérieur. Le cycle est composé de 12 panneaux, disposés en trois bandes avec des scènes décrites en détail. Chaque épisode est accompagné d'une légende placée sous le tableau. Le cycle est basé sur la tradition selon laquelle Théodore sauveur de la cité lombarde, assiégée en vain par Charlemagne alors qu'elle était protégée miraculeusement par son évêque. Théodore fit en effet gonfler les eaux tessinoises, inondant le camp franc et obligeant Charlemagne à abandonner le siège. Dans les années où les guerres d'Italie ont créé de fortes incertitudes sur l'avenir de la ville et de tout le duché de Milan, les clients, en modifiant l'issue réelle du siège, entendaient souligner leur forte identité et leur autonomie, comme si les Lombards royaume n'était jamais vraiment tombé.  

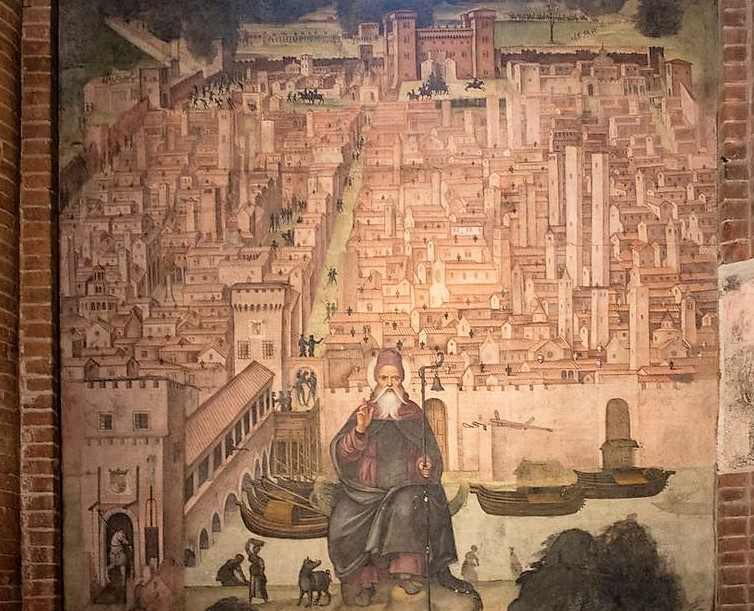
Bernardino Lanzani, citoyen ex voto pour le siège de 1522 effectué entre 1522 et 1524.

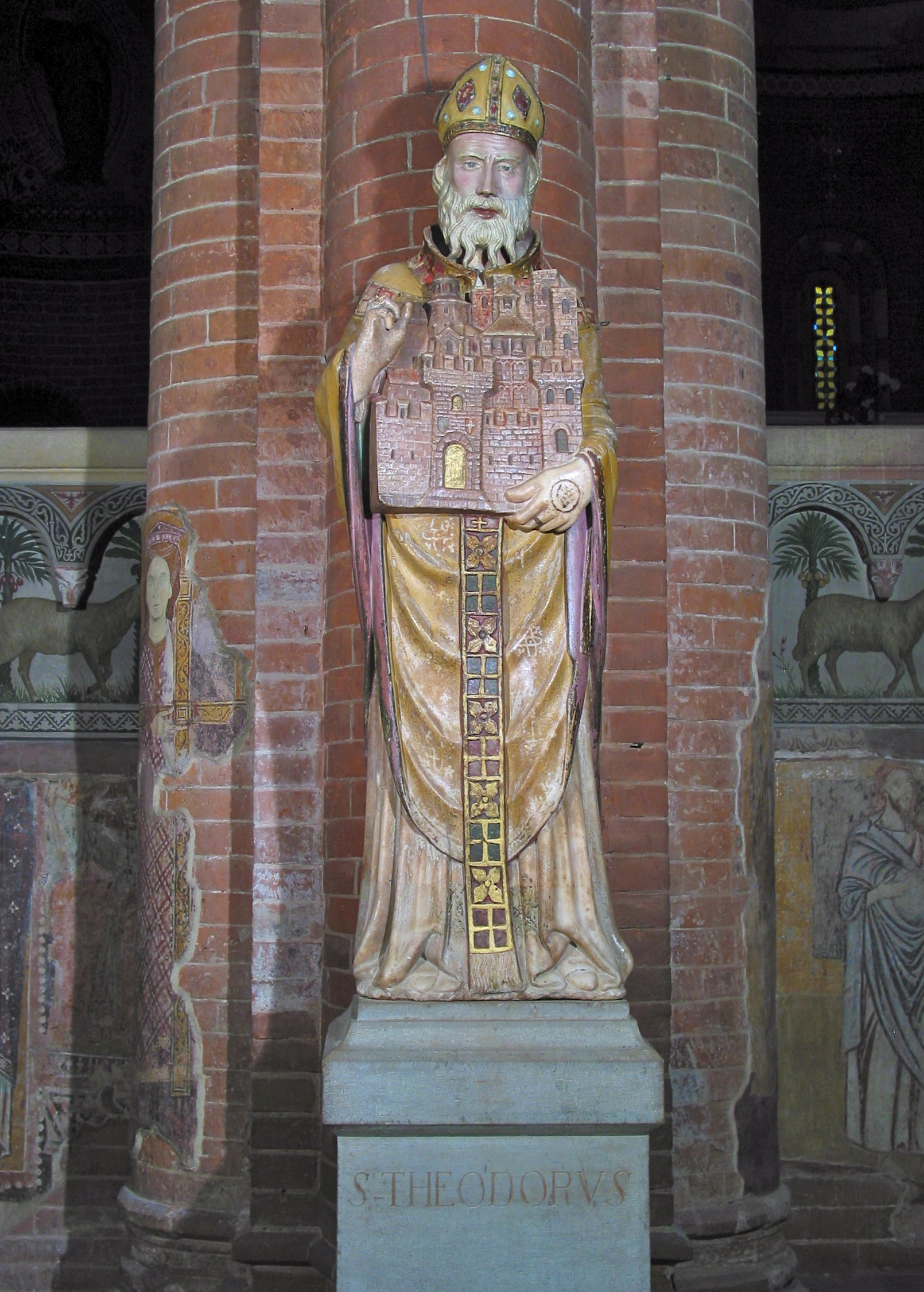
Statue de Saint Théodore, XIVe siècle, marbre peint, derrière la statue, vestiges de fresques du XIIIe siècle.

Devant la crypte se trouve une statue en marbre polychrome de saint Théodore datant du XIVe siècle, qui porte la représentation symbolique de la ville de Pavie. Sur les piliers de l'église se trouvent de nombreuses fresques votives du XIIIe siècle.Une des deux fresques représentant Pavie. Dans la première travée du collatéral gauche, derrière le baptistère, il y a deux deux vues (à vol d'oiseau) de Pavie, la première, achevée, a été déchirée et remise en toile en 1956, puisque lors des restaurations on s'est rendu compte qu'elle dissimulait une deuxième fresque inachevée (avec le même thème). Les vues ont été commandées par le curé Giovanni Luchino Corti comme ex-voto civique pour la victoire au siège des Français en 1522 et ont peut-être été réalisées par Bernardino Lanzani ou par un artiste lombard anonyme (défini par la critique comme Maître de les Histoires de Sant'Agnese) entre 1522 et 1524. La ville est représentée de manière réaliste, on peut voir les principaux bâtiments de Pavie, tandis que les combats autour des murs sont également représentés.  

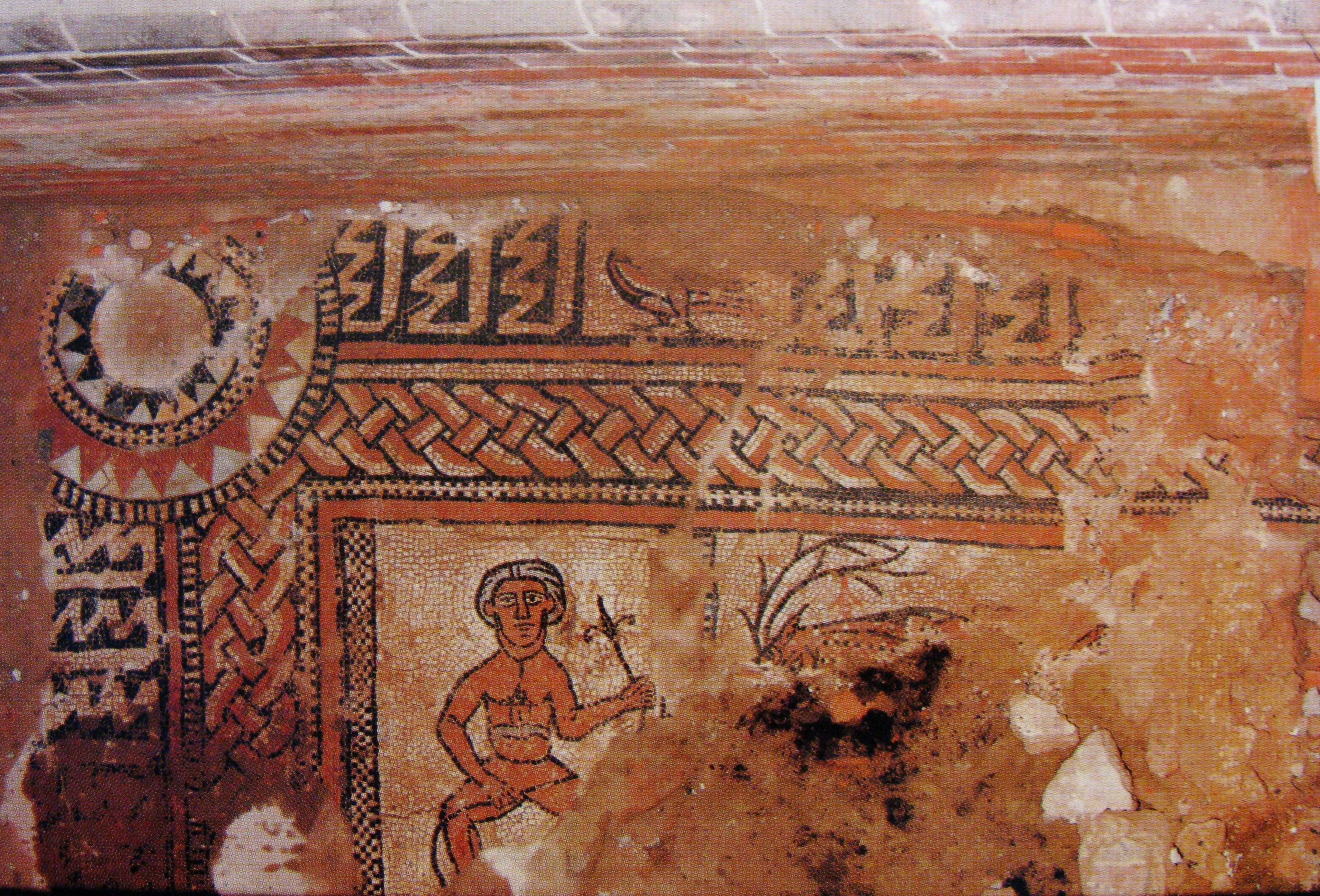
Mosaïque, XIIe siècle.

En 1998, lors de la rénovation du système de chauffage, une mosaïque médiévale a été découverte dans la première travée du bas-côté droit avec des scènes entourées de bandes aux motifs décoratifs et iconographiques typiques du répertoire roman. La mosaïque a pu être recouverte en raison d'interventions dues à l'affaissement du sol qui s'est produit dans cette partie de l'église. Les fresques du XIIIe siècle conservées sur les piliers de la nef centrale méritent une mention particulière.  
La crypte abrite l'arche de granit de San Teodoro et le monument funéraire du prévôt Luchino Corti, de la première moitié du XVIe siècle. Sur les murs, il y a des traces de fresques du XVe siècle. Sur le devant de la crypte est conservée une partie substantielle de la décoration d'origine qui, recouverte de couches de plâtre et de constructions ultérieures, a été mise au jour par les restaurations. Sur le côté de la porte d'entrée de la crypte, vous pouvez voir les figures de Constantin et Sainte Hélène avec la croix. Ensuite, en continuant vers la droite, Sainte Marie Madeleine, Saint Jean le Baptiste, Saint Pierre, Marie intronisée, Saint Étienne et le Christ, toutes des œuvres du XIIIe siècle.